# Toto le héros
Pour les articles homonymes, voir Toto.
Pour plus de détails, voir Fiche technique et Distribution.
Toto le héros est un film belgo-franco-allemand réalisé par Jaco Van Dormael, sorti en 1991.

## Synopsis
À travers une mosaïque complexe de flashbacks, un vieil homme du nom de Thomas Van Hasebroeck (Toto) se souvient de la vie apparemment sans éclat qu'il a menée et imagine comment les événements auraient pu tourner différemment.
Depuis l'âge de huit ans, Thomas est persuadé — à tort ou à raison — d'avoir été échangé par erreur à sa naissance avec un autre bébé, son voisin Alfred Kant. La jalousie ressassée à l'égard de cet homme mieux loti lui a gâché toute son existence, parfois avec des conséquences tragiques pour ses proches. Il ne songe qu'à se venger et envisage même de tuer Alfred. Pourtant Thomas trouvera sur le tard une manière plus originale de donner un sens à sa vie.

## Fiche technique
- Titre français : Toto le héros
- Titre flamand : Toto de held
- Réalisation : Jaco Van Dormael
- Scénario : Jaco Van Dormael, avec la collaboration de  Pascal Lonhay, Didier De Neck et Laurette Vankeerberghen
- Musique : Pierre Van Dormael
- Photographie : Walther van den Ende
- Montage : Susana Rossberg
- Décors : Hubert Pouille
- Costumes : An D'Huys et Anne Van Brée
- Production : Pierre Drouot, Dany Geys pour Iblis Films (Bruxelles)
- Pays d'origine :  Belgique,  France,  Allemagne
- Langue originale : français
- Genre : comédie dramatique
- Format : couleur - 1,66:1 - 35 mm - son mono
- Durée : 91 minutes
- Date de sortie :
  - Belgique : 16 mai 1991 (Gand)
  - France : 17 mai 1991 (Festival de Cannes) ; 19 juin 1991 (sortie nationale)

## Distribution
- Michel Bouquet : Thomas (âgé) et voix de Thomas (adulte)
- Jo De Backer : Thomas (adulte)
- Thomas Godet : Thomas (enfant)
- Gisela Uhlen : Èvelyne (âgée)
- Mireille Perrier : Èvelyne (jeune femme) et voix d'Èvelyne (âgée)
- Esthelle Unik : Èvelyne (enfant)
- Sandrine Blancke : Alice
- Peter Böhlke : Alfred (âgé)
- Michel Robin : voix d'Alfred (âgé)
- Didier Ferney : Alfred (adulte)
- Hugo Harold Harrison :  Alfred (enfant)
- Fabienne Loriaux : la mère de Thomas
- Klaus Schindler : le père de Thomas
- Pascal Duquenne : Célestin (adulte)
- Karim Moussati : Célestin (enfant)
- Didier De Neck : M. Kant
- Christine Smeysters : Mme. Kant
- Jo Deseure : la vendeuse
- Bouli Lanners : un gangster
- Bernard Yerlès : un homme dans le train

## Commentaire
Toto le héros est le premier long métrage de fiction de Jaco Van Dormael, qui a déjà tourné quelques documentaires tels que Stade ou L'Imitateur ainsi que des films courts (È pericoloso sporgersi). 
Aujourd'hui considéré comme « le film événement de la décennie 90 », il connaît un très grand succès public et critique et remporte de nombreuses récompenses internationales, dont la Caméra d'or au Festival de Cannes.
La (dé)construction sophistiquée de Toto le héros, avec ses retours en arrière, sa conjugaison du vrai et du faux, ses passages incessants du subjectif à l'objectif, constitue un véritable puzzle, pourtant cohérent et maîtrisé. Au fil des critiques, les rapprochements les plus flatteurs ont été envisagés comme David Lynch, Terry Gilliam et Lars von Trier. Une comparaison avec Citizen Kane et Orson Welles a aussi été évoquée.
Au-delà des mérites formels, l'interrogation identitaire, la réflexion sur les forces destructrices de la rancœur ou l'exploration novatrice du point de vue de l'enfance ont manifestement su toucher un large public.
Outre la musique originale composée par Pierre Van Dormael, le film utilise à plusieurs reprises une chanson de 1938 : Boum ! interprétée par Charles Trenet.

## Distinctions
- 1991 : Prix André-Cavens de l’Union de la critique de cinéma (UCC) pour le meilleur film belge
- 1991 : Prix Joseph Plateau : meilleur acteur (Michel Bouquet), meilleure actrice (Mireille Perrier), meilleur réalisateur (Jaco Van Dormael) et meilleur film belge de l'année
- 1991 : Festival de Cannes : Prix du Jeune public (film étranger) et Caméra d'or
- 1991 : Prix du cinéma européen : meilleur acteur (Michel Bouquet), meilleure photographie (Walther van den Ende), meilleur scénario (Jaco Van Dormael), révélation cinématographique de l'année (Jaco van Dormael)
- 1992 : BAFTA Film Awards : nomination comme Meilleur film non anglophone
- 1992 : César du meilleur film étranger
- 1992 : Fantasporto (International Fantasy Film Award) : meilleur film et meilleur scénario pour Jaco Van Dormael
- 1999 : Prix Joseph Plateau : meilleur scénario belge 1984-1999 (Jaco Van Dormael)